# Johansonia micheliae
Johansonia micheliae är en svampart som beskrevs av S.K. Bose & E. Müll. 1965. Johansonia micheliae ingår i släktet Johansonia och familjen Saccardiaceae.   Inga underarter finns listade i Catalogue of Life.